# Loma Bonita, Tizayuca
Loma Bonita är en ort i Mexiko.   Den ligger i kommunen Tizayuca och delstaten Hidalgo, i den sydöstra delen av landet, 50 km norr om huvudstaden Mexico City. Loma Bonita ligger 2 284 meter över havet och antalet invånare är 283.
Terrängen runt Loma Bonita är platt åt nordväst, men åt sydost är den kuperad. Runt Loma Bonita är det ganska tätbefolkat, med 207 invånare per kvadratkilometer. Närmaste större samhälle är Zumpango, 16,4 km väster om Loma Bonita. Trakten runt Loma Bonita består till största delen av jordbruksmark.